# Хадраке
Хадраке (ісп. Jadraque) — муніципалітет в Іспанії, у складі автономної спільноти Кастилія-Ла-Манча, у провінції Гвадалахара. Населення — 1639 осіб (2010).
Муніципалітет розташований на відстані близько 85 км на північний схід від Мадрида, 38 км на північний схід від Гвадалахари.
На території муніципалітету розташовані такі населені пункти: (дані про населення за 2010 рік)
- Кастільбланко-де-Енарес: 22 особи
- Хадраке: 1617 осіб

## Демографія
Динаміка населення (INE ):

## Галерея зображень

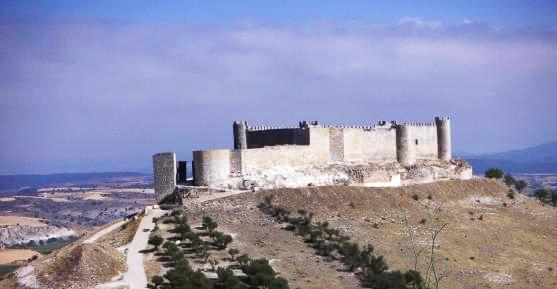
Замок Сіда (XV століття)